# Metridia gurjanovae
Metridia gurjanovae är en kräftdjursart som beskrevs av Marc E. Epstein 1949. Metridia gurjanovae ingår i släktet Metridia och familjen Metridinidae. Inga underarter finns listade i Catalogue of Life.